# Glòria Bañon Fàbregas
Glòria Bañon Fàbregas   (el Clot, 1955) és una dirigent associativa catalana. El 1968 es va fer sòcia de la cooperativa de consum llavors anomenada La Hormiga Martinense. En aquesta entitat es va integrar en un grup de teatre amateur i en un altre de ball. Al llarg dels anys setanta va començar a participar activament en el món de les festes majors i en la vida associativa del barri.
La crisi de finals dels anys 1970 va fer perillar l'entitat i va impulsar un període de lluites i reivindicacions que va acabar, el 4 de febrer de 1983, amb la compra de la Formiga Martinenca per part de l'Ajuntament i la firma d'un acord de cessió. Uns anys després es va incorporar a la gestió de l'entitat —, que s'havia constituït en societat cooperativa per a treballar en l'àmbit de la cultura— com a vocal de la junta. El 1990 en va ser nomenada sotspresidenta, el 1992 comptable i el 1999 n'assolí la presidència.
En tots aquests anys, per tal de recuperar l'antiga importància social, la Formiga ha diversificat les seves activitats i ha potenciat la seva presència en la vida del barri. S'han ampliat els locals amb la incorporació de la planta baixa, abans ocupada per la cooperativa de consum, i entre març de 2002 i març de 2003 s'hi celebrà el centenari de l'entitat. Des de la presidència ha lluitat per tal d'obrir la Formiga a la gent gran i a les persones discapacitades.
Glòria Bañón ha tingut un interès especial en la promoció del teatre amateur: ha impulsat activitats en centres com l'Antiga del Camp de l'Arpa o la Cooperativa La Amistad, i ha acollit al si de la Formiga l'Escola d'Actors de Barcelona i altres entitats del barri que no tenien local propi, com l'Orfeó Martinenc. També és membre de la Comissió Permanent de Civisme de Barcelona. El 2007 va rebre la Medalla d'Honor de Barcelona.